# Denejnîkove, Novoaidar
Denejnîkove (în ucraineană Денежникове) este o comună în raionul Novoaidar, regiunea Luhansk, Ucraina, formată numai din satul de reședință.

## Demografie
Componența lingvistică a comunei Denejnîkove
     Rusă (86,05%)
     Ucraineană (13,84%)
     Alte limbi (0,1%)
Conform recensământului din 2001, majoritatea populației comunei Denejnîkove era vorbitoare de rusă (86,05%), existând în minoritate și vorbitori de ucraineană (13,84%).